# 曹中厚
曹中厚（1941年—），男，山西永济人，中华人民共和国政治人物。

## 生平
1984年，担任临猗县任县委副书记、县长。1988年8月至1991年7月，任山西省水利厅副厅长、党组成员、万家寨引黄工程总指挥部副总指挥。1991年，任中共长治市委副书记、代市长、市长。1993年3月，任山西省水利厅厅长。1995年，担任太原市人民政府市长兼中共太原市委副书记，期间负责对山西纺织印染厂等国有企业进行破产重组。此后担任太原市人大常委会主任，2007年辞职。